# How? (노래)
〈How?〉는 1971년에 발매된 존 레논의 두 번째 솔로 음반인 《Imagine》의 노래이다. 이 곡은 그의 아내 오노 요코와 함께 진행하던 원초 요법에 의해 영감을 받은 명상곡인데, 그 동안 그는 "내가 어떤 길을 마주하고 있는지 모르면 어떻게 하면 좋을까?"와 같은 개인적인 질문에 직면했다. 이 노래는 또한 세상에 대한 그의 생각을 보여준다(예를 들어 "그리고 세상은 너무 거칠어요. 가끔은 제가 충분히 먹었다고 느껴져요.").
〈How?〉라는 노래는 타이틀 곡과 〈Jealous Guy〉를 포함하여 그의 이전 음반 《John Lennon/Plastic Ono Band》에는 수록되지 않았던 어떤 곡인, 피아노와 현악기 오버더빙을 가지고 있다. 레논은 1971년 5월 25일 애스콧 사운드 스튜디오에서 《Imagine》 음반을 위한 세션 동안 〈How?〉를 녹음했다. 현악기 오버더빙은 1971년 7월 4일 뉴욕시의 레코드 플랜트에서 일어났다.

## 커버
- 이 곡은 〈Handbags and Gladrags〉의 B 사이드로 밴드 스테레오포닉스에 의해 다루어졌다.
- 이 곡은 1978년 그녀의 익명으로 구성된 앨범에서 영국의 가수 줄리 커빙턴이 맡았다.[2]
- 오지 오스본은 같은 주 동안 국제사면위원회의 지지로 이 노래의 표지를 발표했다.[3] 그는 싱글 음반을 홍보하기 위해 뉴욕의 거리에서 뮤직 비디오를 녹음했다.[4] 오스본은 이전에 레논의 곡 〈Imagine〉(동일한 음반에서 〈How?〉)이 오스본의 노래 〈Dreamer〉에 영감을 주었다고 진술했다.
- 이 곡은 미국의 싱어송라이터 에이미 라베르의 2014년 음반 《Runaway's Diary》에 수록되었다.[5]